# Пирятинська загальноосвітня школа №6
Пирятинська загальноосвітня школа І-ІІІ ступенів № 6 Пирятинської міської ради Полтавської області — загальноосвітній навчальний заклад — опорна школа, розташований у місті Пирятині (районний центр Полтавської області).

## Історія

### Будівлі
Пирятинська середня школа № 6 почала діяти з 10 листопада 1956 р. і була розміщена в приміщенні нинішньої школи № 4 по вул. Бородінській, Червоноармійській 2 (нині Європейській). Початок історії цієї будівлі припадає на 1912 року. Тоді представник дворянства князь Кочубей збудував приміщення жіночої гімназії, на нижньому поверсі якої було розміщено дві квартири для вчителів. Збудували й чоловічу гімназію, де нині розташована Пирятинська філія Європейського університету. Обидві споруди будували за проєктом місцевого архітектора Бориса Хітріна. Після Жовтневого перевороту 1917 року у приміщенні гімназії відкрили семирічну школу, а вже з 1928 року тут діяла середня школа імені Й. В. Сталіна. До початку Німецько-радянської війни приміщення школи було одним із найкращих у Пирятині, бо виділялося оригінальною архітектурою серед інших будівель міста.
У роки війни й окупації Пирятина шкільне приміщення було зруйноване німцями, довгий час не відбудовувалося. Стіни і перекриття поверхів були зроблені настільки якісно, що навіть не постраждали під час бомбардування. Були зруйновані лише дерев'яні перекриття. У 1952 р. рішенням облвиконкому було заплановано відновлення приміщення школи. На той час в районі не було будівельних організацій, і відбудова проходила господарським способом під керівництвом обласного відділу народної освіти. Відповідальним за будівництво був призначений О. Л. Рибець — незмінний директор школи з 1956-81 рр. Через 4 роки у відбудованому приміщенні почала діяти повна середня школа № 6. Вона налічувала 15 класних кімнат, актовий зал, майстерню. Заняття проходили у дві зміни.
У 1970 р. в Пирятині збудували нове типове шкільне приміщення по вулиці Гагаріна 84, де воно знаходиться і донині. Приміщення колишньої жіночої гімназії передали спочатку школі № 2, потім школі № 4.

### Автосправа в школі
У 1958 р. у школі було введено курс трудового навчання — автосправу. Викладали його: Палаус Василь Прохорович, Зосим Борис Іванович, Ветушко Микола Іванович, Постний Олексій Іванович. До 2007 року працював на цій посаді Петрусенко Володимир Васильович. Водіями-інструкторами були Юхно Василь Іванович, Ярмоленко Валерій Григорович, Волошин Микола Дмитрович, Довженко Юрій Борисович, Міщенко Леонід Олексійович, Коваль Олексій Олексійович, Гармаш Анатолій Миколайович. У школі створили відповідну матеріальну базу: клас-лабораторію, клас з вивчення правил дорожнього руху, клас з основ безпеки руху, оформили рекреацію з безпеки руху, придбали машини для практичної їзди: ГАЗ-51, ГАЗ-52, ГАЗ-53, ГАЗ-63, М-426, ЗІЛ-130. З 1970 р. юнаки стали отримувати посвідчення водія ІІІ класу. Всього їх отримало понад 2000 юнаків. З 1971 р. працював гурток ЮІР, члени якого з успіхом виступали на обласних змаганнях. На даний час автосправи у школі немає.

### Кабінетна система навчання
В 1965 році вперше в районі школа започаткувала навчання за кабінетною системою. Для цього створювалась матеріально-технічна база: шкільні меблі, технічні засоби навчання, роздатковий матеріал, наочні посібники тощо.
У 1967 році була відкрита Ленінська кімната, яка отримала статус «Музей Леніна». Першим директором музею була Данилевич Л. Г., заступник директора з виховної роботи. Було зібрано багато матеріалів про життя Леніна, республік, країни. Зібраний матеріал було естетично оформлений художником Данилевичем В. В. Це був перший шкільний музей у районі.

### Швейна справа в школі
1971 — рік введення нового курсу трудового навчання для дівчат — швейної справи. Крамаренко Ніна Іванівна, Тимошенко Тетяна Григорівна, Кальницька Тамара Максимівна — наставники старшокласниць, викладачі швейної справи. На початку створення кабінету було лише дві швейні машинки. Після закінчення вивчення курсу дівчата складали екзамен, який приймали фахівці швейної справи. Багато випускниць пов'язали свою долю з набутим у школі ремеслом. У 1988—1990 р. працював дитячий швейний кооператив «Сонечко».

### Опорна школа республіканського значення
В 1976 році школа стала першою і єдиною в області опорною школою республіканського значення з використання ТЗН, якими навчальний заклад повністю був забезпечений (епідіаскопи, кіноапарати, діапроєктори, магнітофони, програвачі, підсилювачі). Повністю було переобладнано шкільну майстерню.

### Школа новаторства
У 1978—1979 навчальному році впроваджено навчання шестирічок. Діти навчалися за програмою 4-річної початкової школи, що полегшувало шкільний адаптаційний період. Започаткували ще одне нововведення — група продовженого навчального дня. Було відкрито 12 груп (ГПД). Це дало змогу ефективно навчати і виховувати.
У 1980 році в школі було збудовано єдиний у районі закритий 25-метровий тир, в якому навчальними стрільбами займалися службовці ВОХМВС, учні, робітники ТТС, РТП та інші. У ньому проходили заняття з вогневої підготовки.
1981 рік ознаменувався початком 5-ї трудової чверті для учнів старших класів. На околиці с. Каплинці, над Удаєм, розташувався табір праці та відпочинку «Романтик». Учні двох класів були розділені на ланки, між якими і проходили змагання у праці та відпочинку.
У 1982 році став у дію шкільний стадіон з круговою біговою доріжкою довжиною 250 м, гандбольним, 4-ма баскетбольними та волейбольним майданчиками, ямами для стрибків у висоту та довжину, секторами для метань, смугою перешкод, двома гімнастичними містечками. Шкільний стадіон зайняв II місце в обласному огляді-конкурсі спортмайданчиків. Важливим етапом у фізичному розвитку та оздоровленні дітей стало відкриття у цьому році першого в районі спортивного класу. Крім обов'язкових предметів учні мали щоденні 2-разові тренування.
У 1984 році вперше в районі вчитель фізики Лабінський В. М. обладнав радіовузол та підвід озвучення в кожний робочий кабінет. Стало зручним та ефективним проведення шкільних лінійок, політінформацій, оголошень, вітань зі святами.
В 1986 році було розпочато будівництво плавального басейну відкритого типу, яке так і не було завершено.
Ще однією віхою розвитку школи в 1989 році стало створення першого в районі комп'ютерного класу. Обладнав цей кабінет вчитель фізики, випускник школи Вольвач С. В.
В 1990 році з ініціативи заступника директора Загребельної Т. Г. був організований шкільний музей народознавства та побуту України. Керівником стала Кисіль Н. В. Всі експонати музею були зібрані на території Пирятинщини педагогічним колективом та учнями школи. На сьогодні музей нараховує близько 500 експонатів. При музеї діє Рада музею з числа учнів і вчителів: Бражник О.М . — керівник музею, Дуброва Т. В. — заступник директора з виховної роботи, Остратенко О. М. — вчитель біології, Глобинець І. О. — вчитель правознавства. Радою музею, вчителями, учнями, членами музейного гуртка, ведеться постійна дослідницька та пошукова робота. Музею надають допомогу методисти відділу освіти, здійснюється постійний зв'язок з районним краєзнавчим музеєм. При музеї також діє пошуковий загін «Фенікс».

## Сучасність
З 2003 року школа почала працювати за такими профілями навчання: природничий, технологічний, універсальний.
У школі працюють спортивні секції. Функціонують два комп'ютерні класи, бібліотека, два спортивні зали, зал силової підготовки. Діє музей народознавства та куточок живої природи.
З 1999 року школа працює над науково-методичною проблемою: «Здоров'я і розвиток дитини в системі особистісно-орієнтованого навчання і виховання».